# Maryan Wisniewski
Maryan Wisniewski (ur. 1 lutego 1937 w Calonne-Ricouart, zm. 4 marca 2022) – francuski piłkarz polskiego pochodzenia, występował na pozycji napastnika. W latach 1955–1963 reprezentacji Francji w piłce nożnej, brązowy medalista Mistrzostw Świata 1958, uczestnik Mistrzostw Europy 1960.
W reprezentacji Francji rozegrał 33 mecze i strzelił 12 bramek.
W Ligue 1 rozegrał 415 meczów i strzelił 113 goli.